# Zagoriče
Zagoriče (nemško Agoritschach) je naselje v Občini Podklošter v Okraju Beljak-dežela na Koroškem v Avstriji.